# Марин Бодаков
Марин Бодаков е български поет, литературовед, журналист, преподавател, редактор и общественик, доцент по жанрове в печата, публицистика и художествена критика в катедра „Пресжурналистика и книгоиздаване“ на Факултета по журналистика и масова комуникация в Софийския университет „Св. Климент Охридски“.

## Биография
Роден е на 28 април 1971 година във Велико Търново. През 1994 година завършва българска филология в Софийския университет „Св. Климент Охридски“. От 1997 до 2000 година работи в списание „Български месечник“.
От 2000 година до края на съществуването на вестника през 2018 година работи в редакцията на „Култура“. Дейността си в него и рубриката си за книги „Ходене по буквите“ продължава в „К“, седмичника „за критика, дебати и културни удоволствия“ на Фондация „Пространство Култура” от 2018 г. до края на 2019 г. (край на издаването му). От създаването на онлайн медията „Тоест“ до последния си ден сътрудничи на седмичника с рубрика „По буквите“ и интервюта. 
Съветник по въпросите на културата в кабинета на председателя на Народното събрание Георги Пирински от 2006 до 2009 година.
Придобива докторска степен през 2014 г. с дисертация на тема „Политики на представяне на българската литература в печатните медии през 90-те години на XX век. Проблеми на критическата авторефлексия“ с научен ръководител професор Тодор Абазов.
Член на журито на националната награда за съвременна българска художествена проза „Хеликон“ при първото ѝ издание през 2002 година.
Постоянен член на журито на конкурса за есе „Цветан Стоянов“, организиран от НДК, от второто издание до закриването на конкурса (2003 – 2010).
Член на журитата на националната награда за поезия „Христо Фотев“ за 2012 година, на националната награда за поезия „Иван Николов“ за 2013 година и на Националния младежки конкурс за поезия „Веселин Ханчев“ за 2016 г.
Председател на журито на националната Славейкова награда за лирично стихотворение за 2014 година.
Женен за преводачката Зорница Христова, с две дъщери.
Умира на 8 септември 2021 година в дома си в София от заболяване на сърцето.

## Награди
През 2011 година печели (заедно с Румен Леонидов) наградата за поезия „Иван Николов“.
Носител на отличието „Рицар на книгата“ на Асоциация „Българска книга“ в категория „Печатни медии – вестници и списания“ за 2014 година.
Удостоен е с посмъртна награда „За цялостен принос към българския литературен контекст“ от Националния център за книгата и Литературен клуб „Перото“ в НДК през ноември 2021 г. В следващата 2022 година е отличен посмъртно с наградата „Христо Г. Данов“ за цялостен принос.
Почетен гражданин на София (2022, посмъртно)